# Mies Merkelbach
Maria Antonia (Mies) Rosenboom-Merkelbach (21. dubna 1904, Amsterdam – 2. dubna 1985, tamtéž) byla nizozemská fotografka.

## Životopis
Merkelbach byla dcera fotografa Jacoba Merkelbacha a Josephiny Marie Wilhelminy Harmsenové. V roce 1924 začala pracovat v otcově ateliéru J. Merkelbach. V roce 1939 se provdala za Lamberta J. M. (Bobbyho) Rosenbooma (1905–1974), který ve studiu pracoval jako operátor od roku 1932.
Během německé okupace Nizozemska ve druhé světové válce byl její manžel Němci zatčen v roce 1941 a byl uvězněn až do konce okupace v roce 1945. Po smrti Jacoba Merkelbacha v roce 1942 převzala vedení společnosti Mies Rosenboom-Merkelbach. Během válečných let pořídila mnoho fotografií německých vojáků  a také pasové fotografie pro odboj.
Dne 29. dubna 1969, v den otcových narozenin, ukončila činnost, prodala část sbírky londýnskému divadelnímu muzeu, Německé muzeum v Mnichově a Leidenské univerzitě, 150 000 darovala negativů městu Amsterdam.

## Galerie

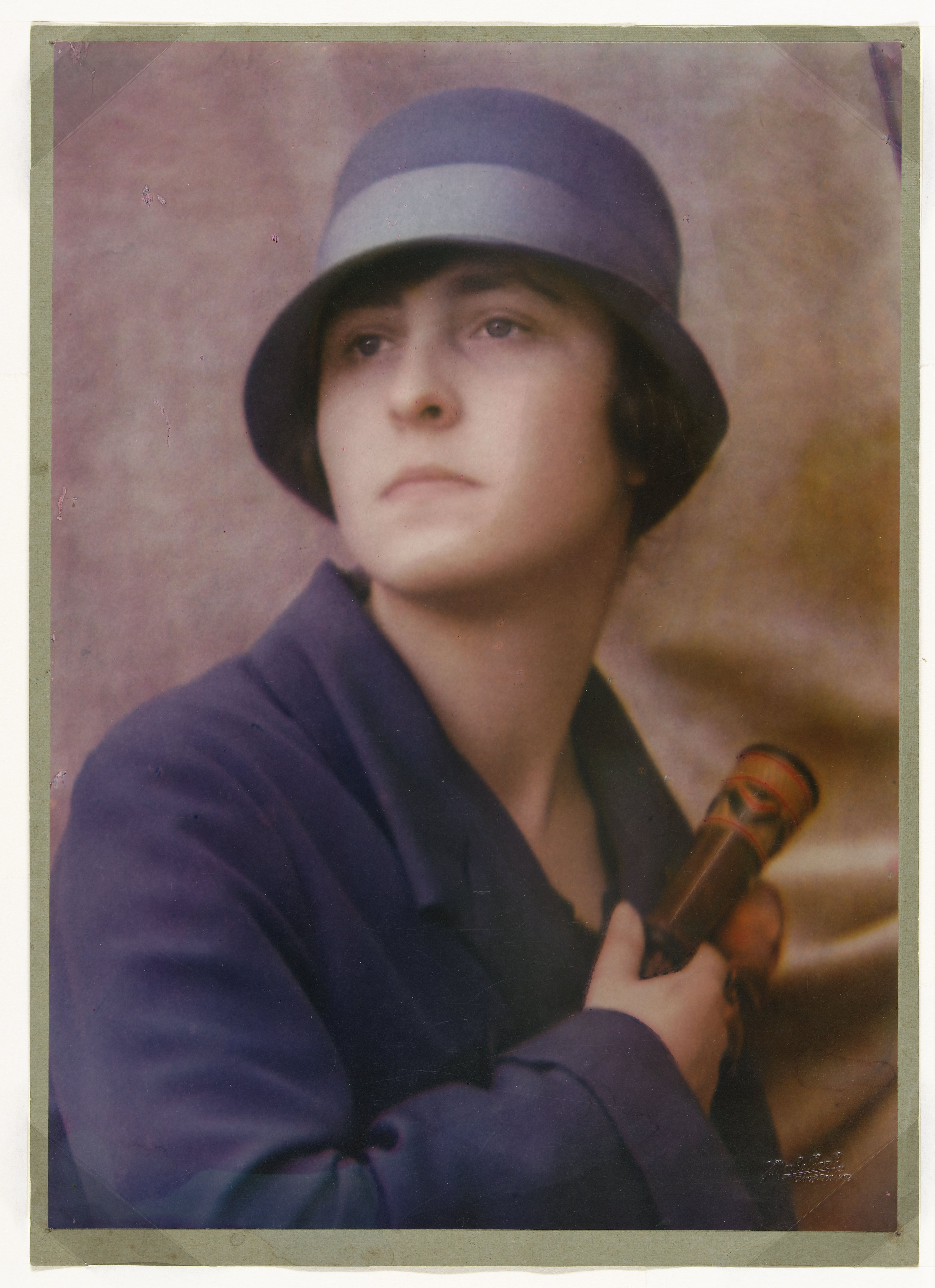
Mies Rosenboom-Merkelbach, portrét
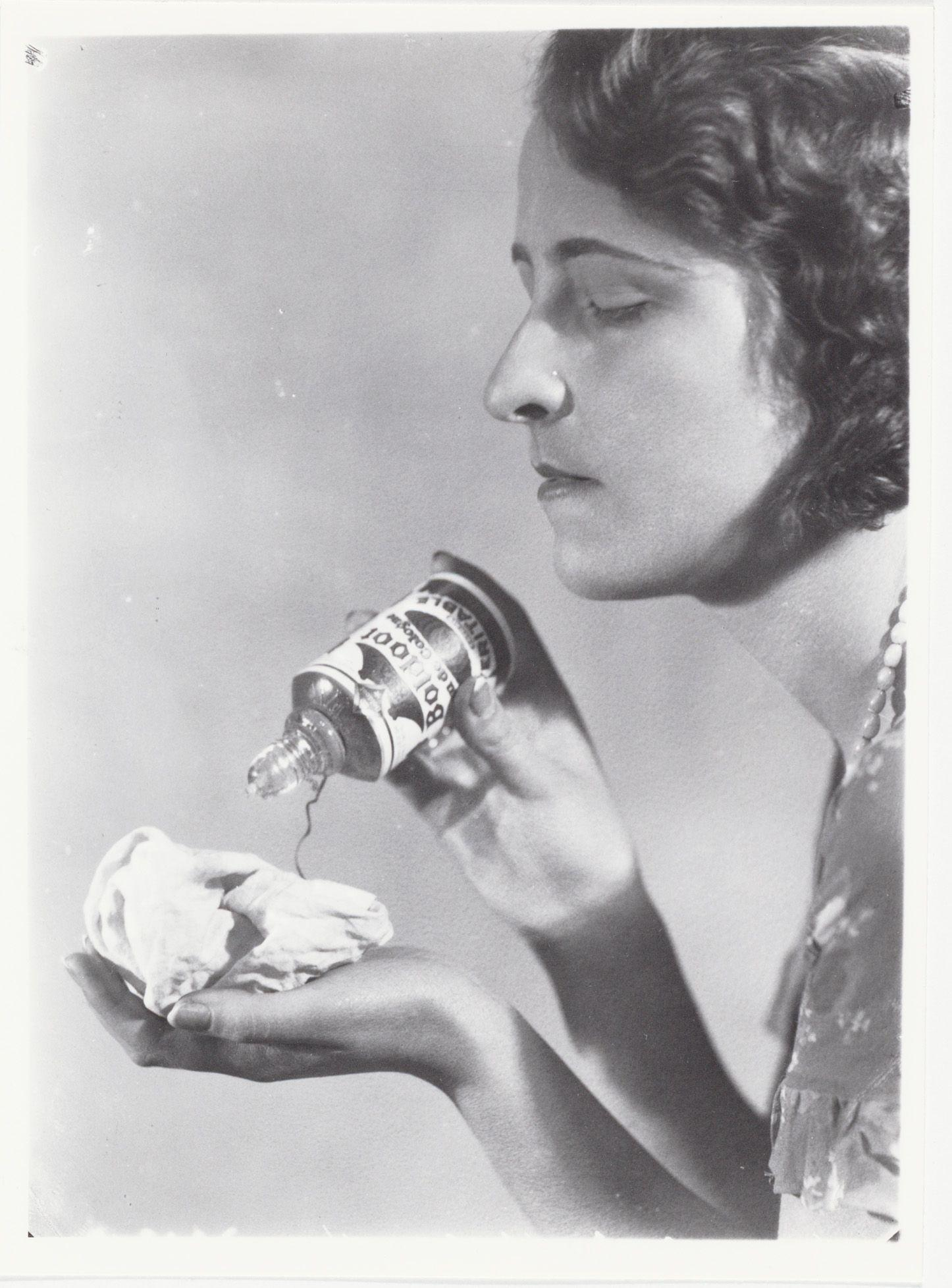
Jacob Merkelbach
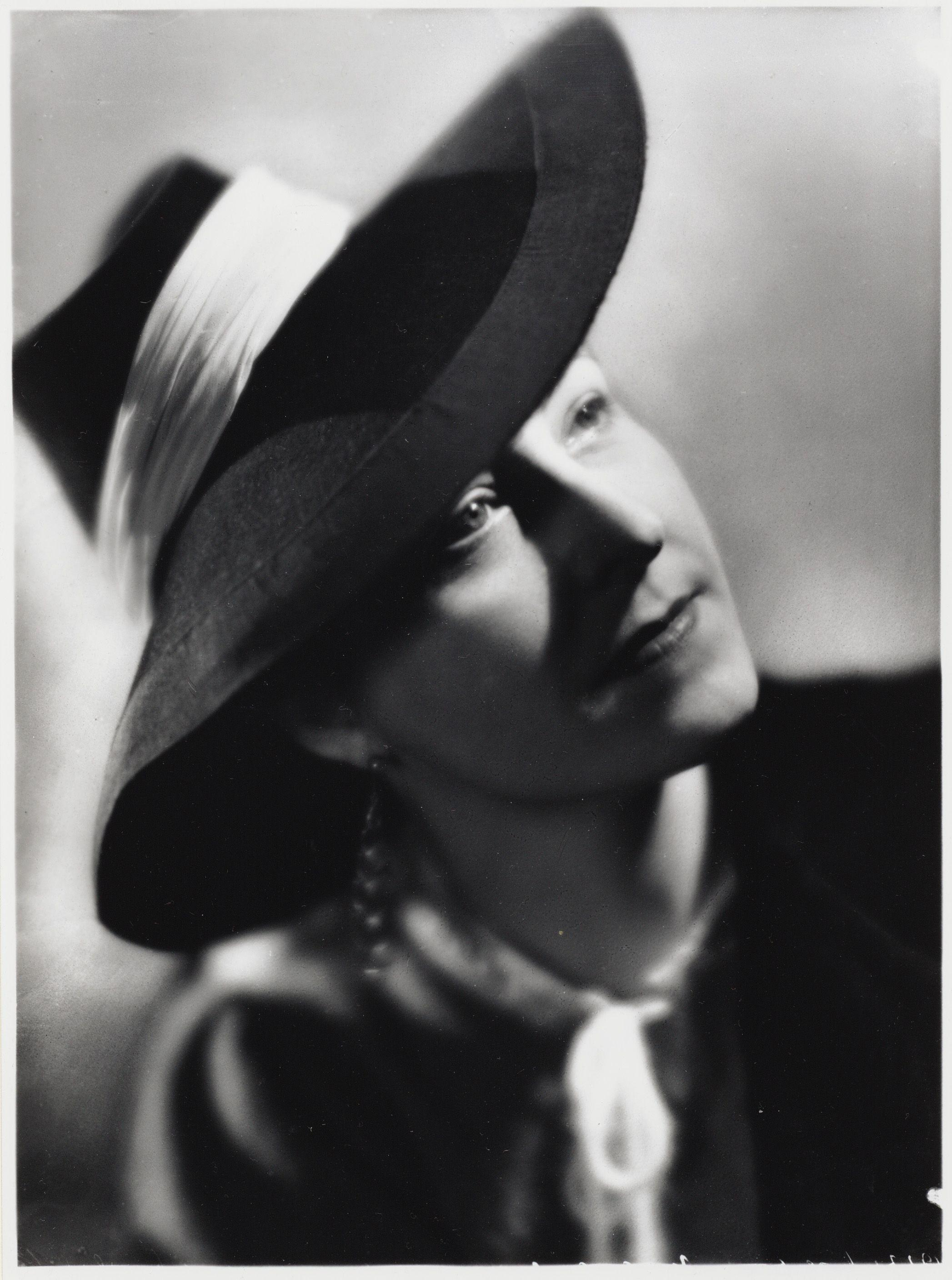
Jacob Merkelbach
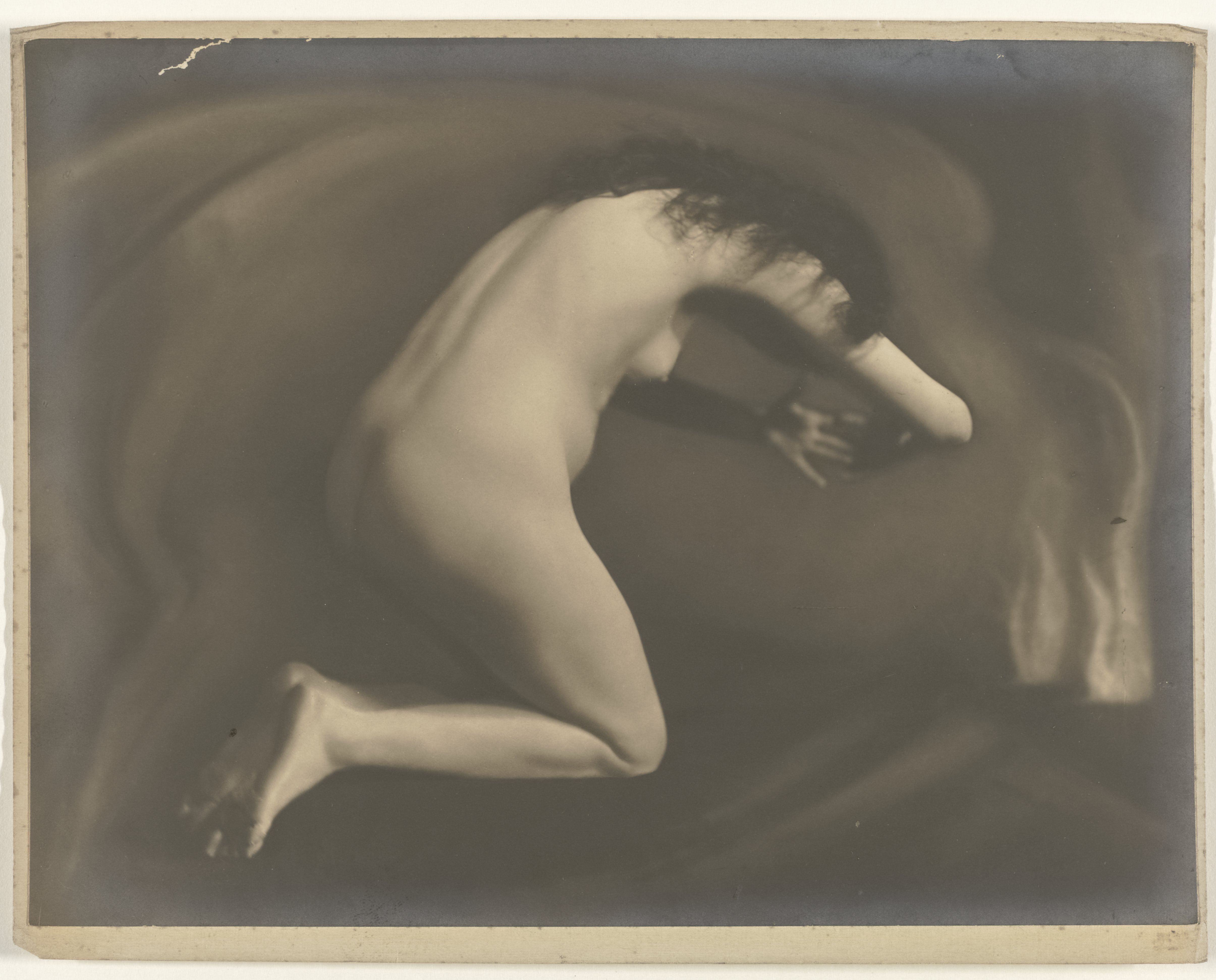
Klečící ženský akt
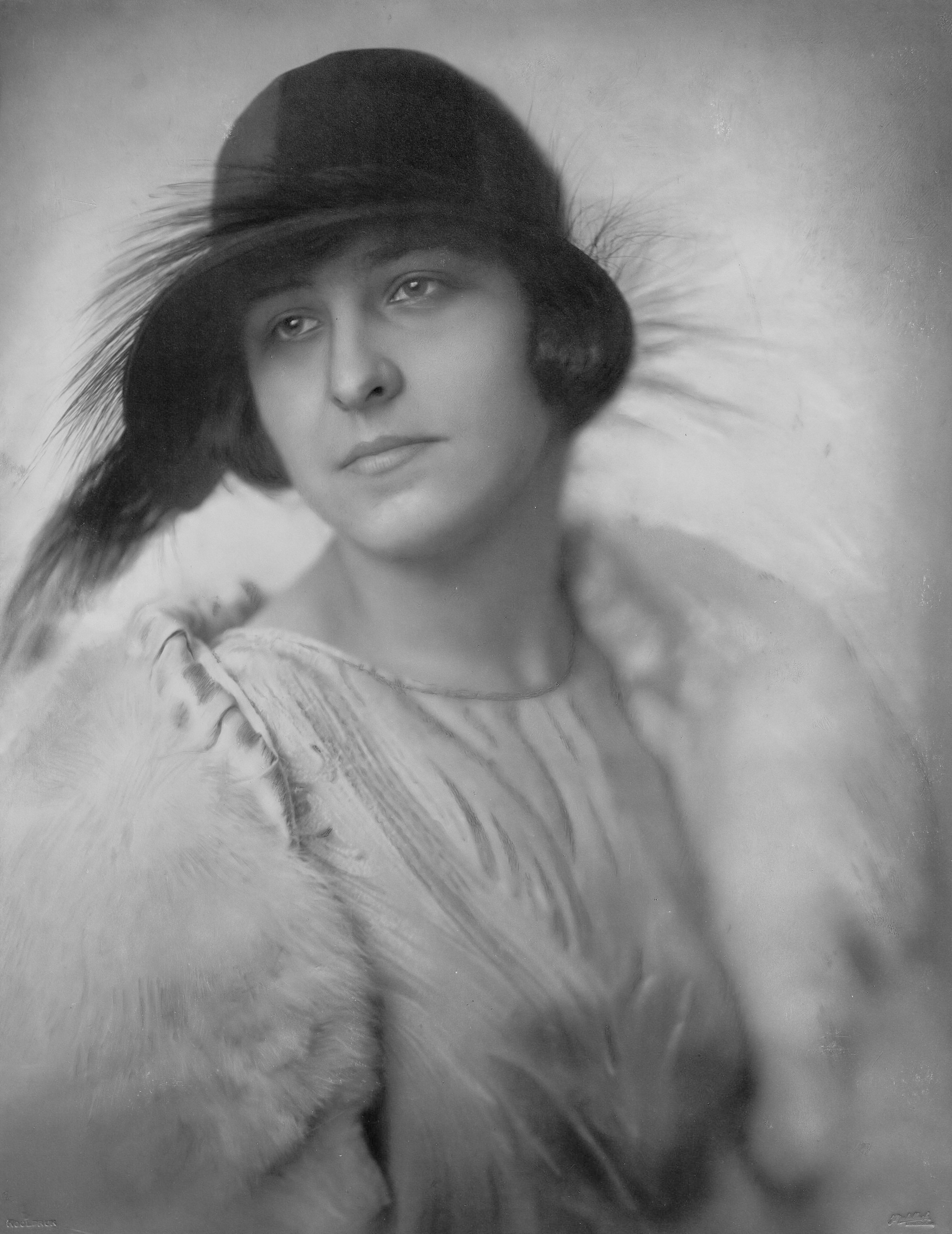
Mies Merkelbach (1924)
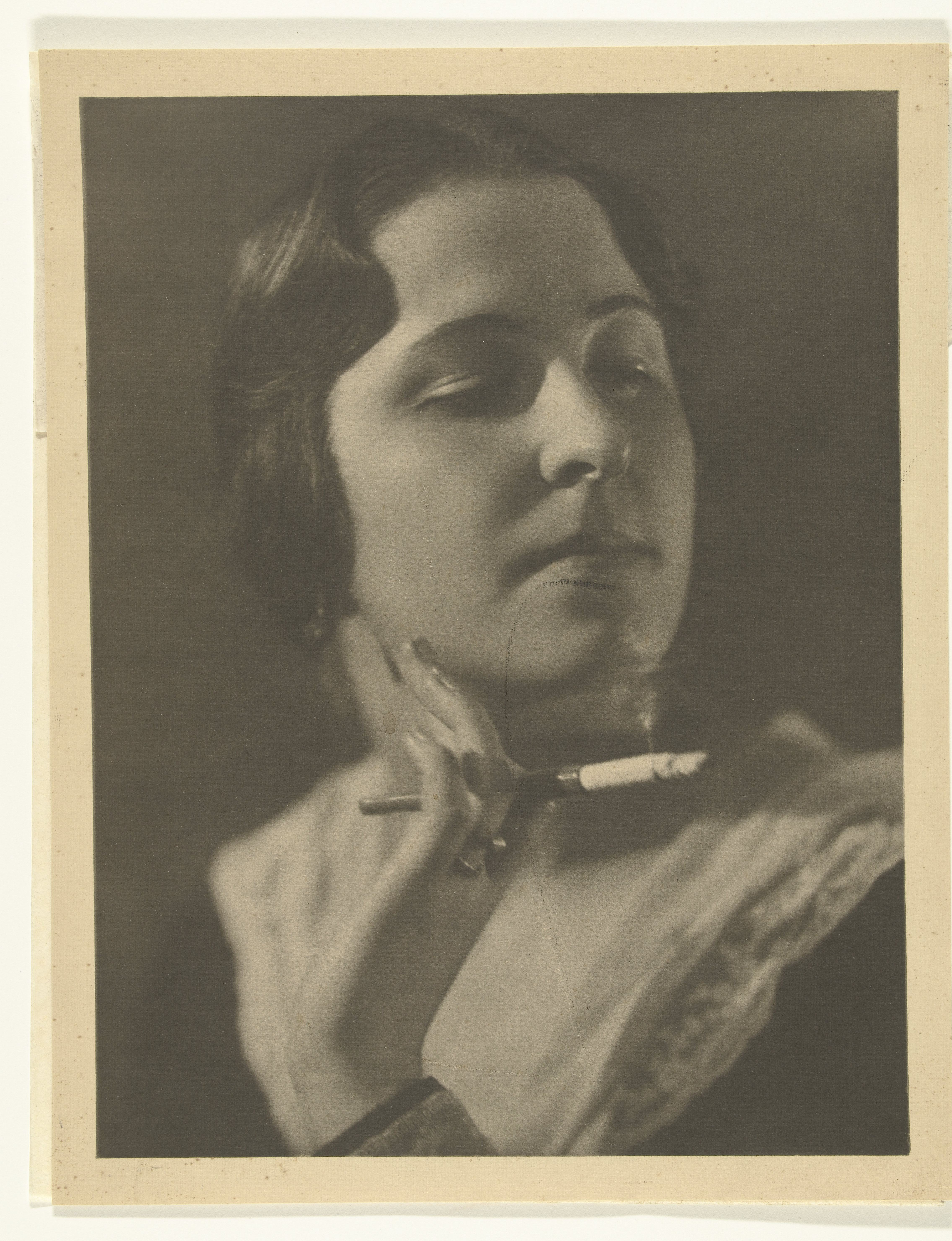
Mies Rosenboom-Merkelbach
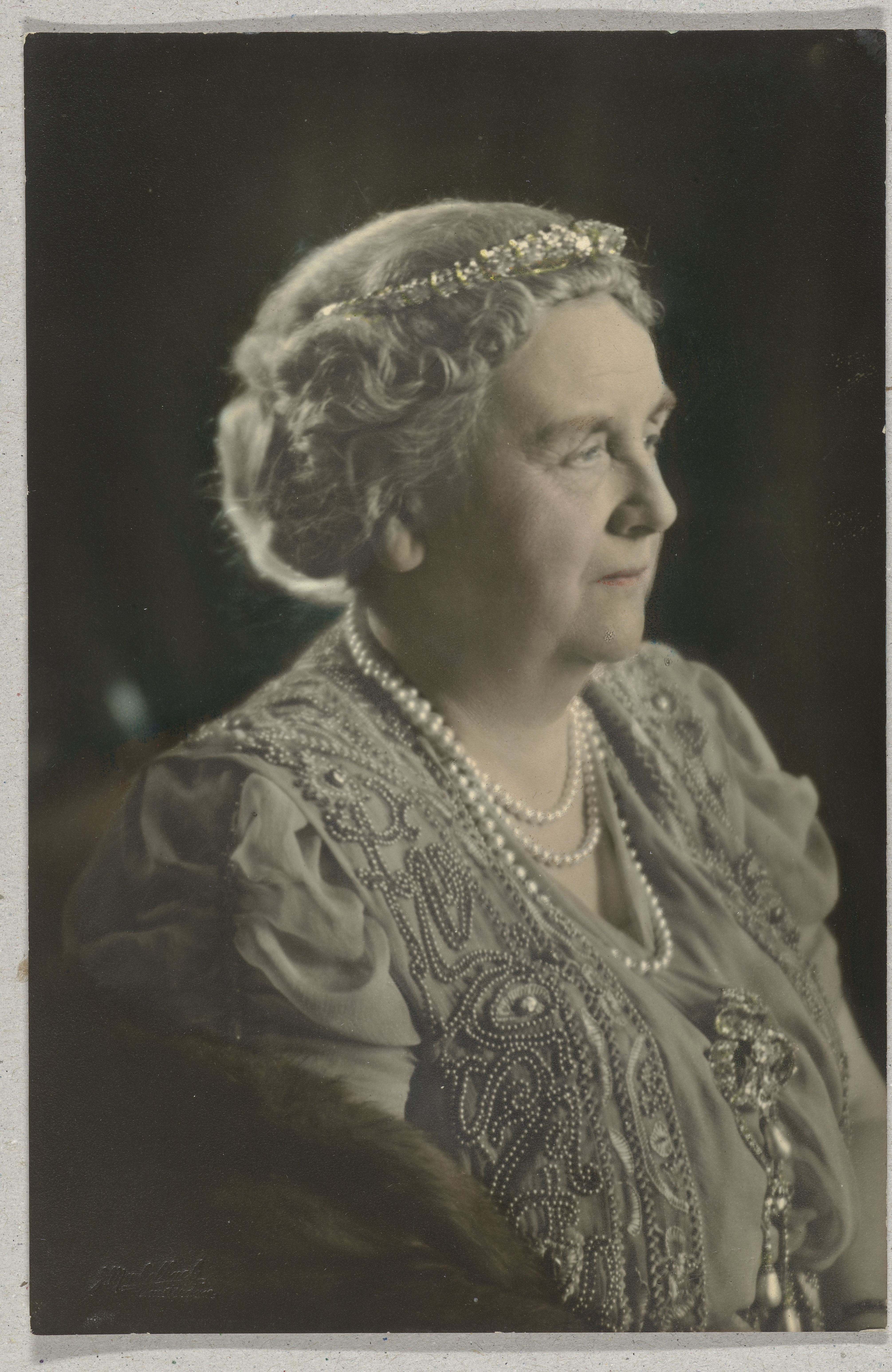
Portrét královny Wilhelminy
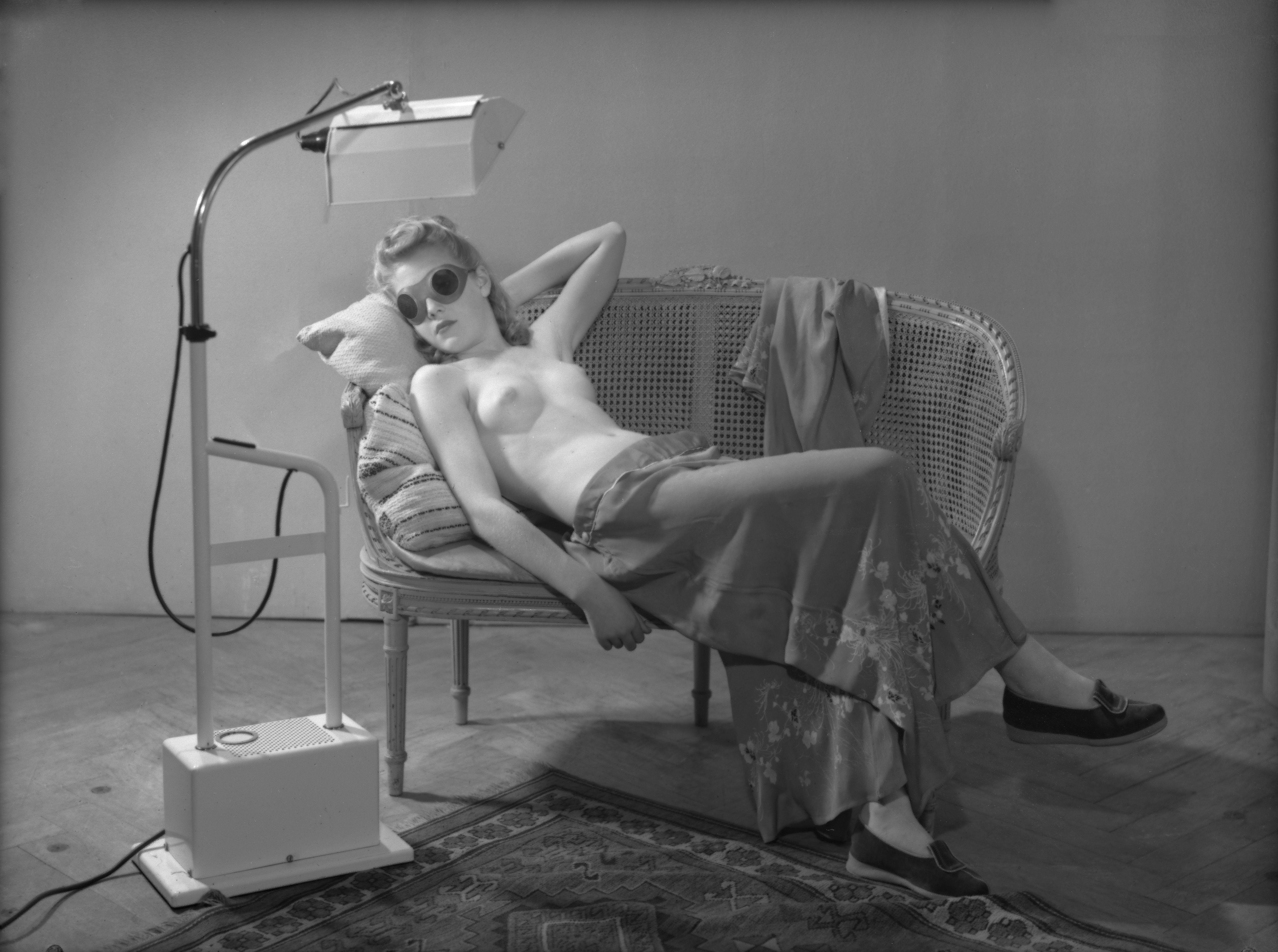
Ateliér Jacob Merkelbach
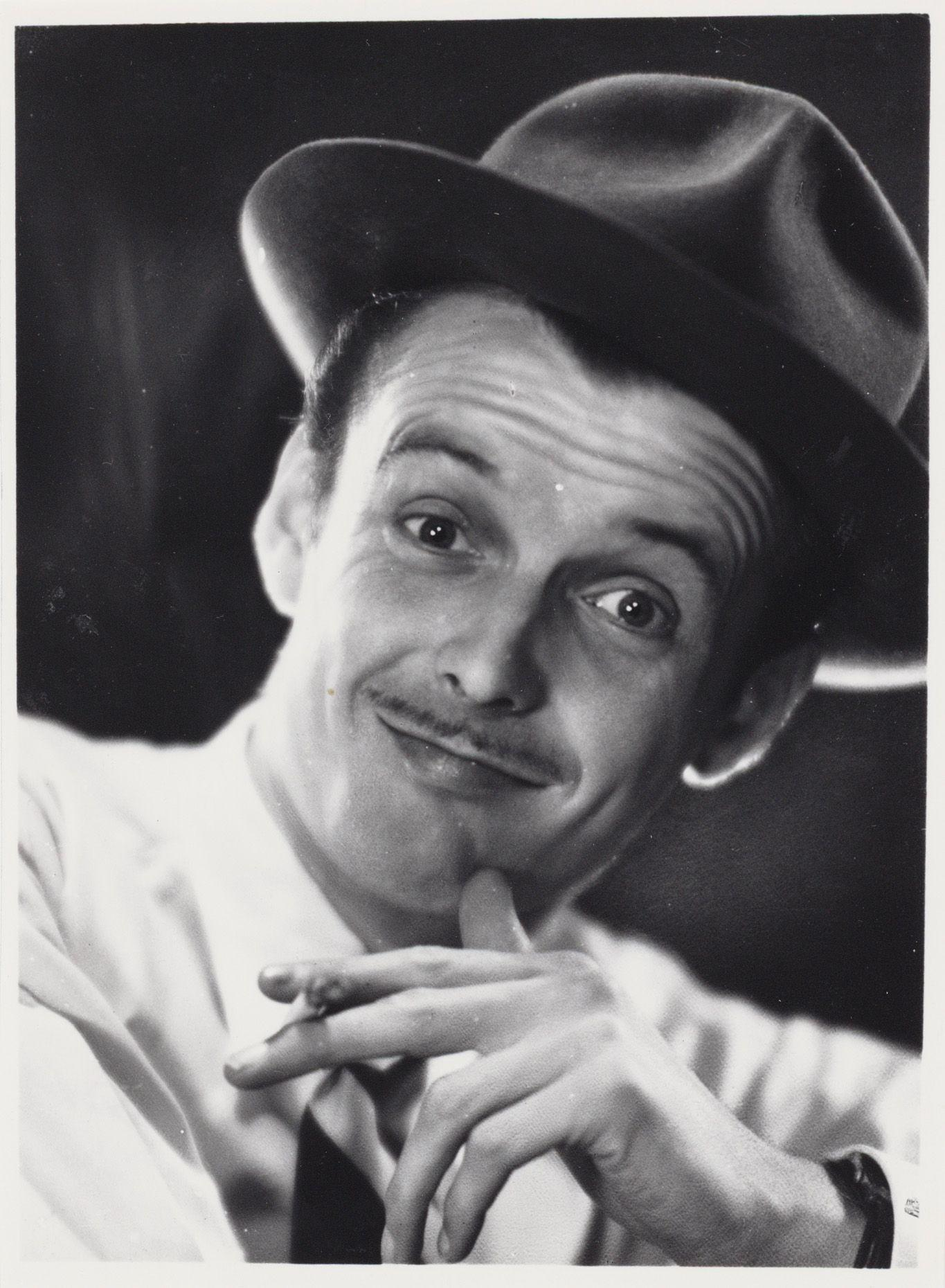
Ateliér Jacob Merkelbach